# Quattro Giorni di Dunkerque 1985
La Quattro Giorni di Dunkerque 1985, trentunesima edizione della corsa, si svolse dal 7 al 12 maggio su un percorso di 984 km ripartiti in 5 tappe più un cronoprologo, con partenza e arrivo a Dunkerque. Fu vinta dal belga Jean-Luc Vandenbroucke della La Redoute davanti al francese Bruno Wojtinek e al belga Rudy Matthijs.

## Tappe
| Tappa  | Data      | Percorso                                  | km    | Vincitore di tappa     | Leader cl. generale    |
| ------ | --------- | ----------------------------------------- | ----- | ---------------------- | ---------------------- |
| Prol.  | 7 maggio  | Dunkerque > Dunkerque (cron. individuale) | 7,2   | Jean-Luc Vandenbroucke | Jean-Luc Vandenbroucke |
| 1ª     | 8 maggio  | Dunkerque > Dunkerque                     | 185   | Rudy Matthijs          | Jean-Luc Vandenbroucke |
| 2ª     | 9 maggio  | Dunkerque > Denain                        | 201,4 | Rudy Rogiers           | Jean-Luc Vandenbroucke |
| 3ª     | 10 maggio | Denain > San Quintino                     | 194   | Rudy Matthijs          | Jean-Luc Vandenbroucke |
| 4ª     | 11 maggio | San Quintino > Armentières                | 187,4 | Marco van der Hulst    | Jean-Luc Vandenbroucke |
| 5ª     | 12 maggio | Armentières > Dunkerque                   | 209   | Philippe Leleu         | Jean-Luc Vandenbroucke |
| Totale | Totale    | Totale                                    | 984   |                        |                        |

## Dettagli delle tappe

### Prologo
- 7 maggio: Dunkerque > Dunkerque (cron. individuale) – 7,2 km

| Pos. | Corridore              | Squadra    | Tempo |
| ---- | ---------------------- | ---------- | ----- |
| 1    | Jean-Luc Vandenbroucke | La Redoute | 8'58" |
| 2    | Alain Bondue           | La Redoute | a 2"  |
| 3    | Ferdi Van den Haute    | La Redoute | a 11" |

| Pos. | Corridore              | Squadra    | Tempo |
| ---- | ---------------------- | ---------- | ----- |
| 1    | Jean-Luc Vandenbroucke | La Redoute |       |

### 1ª tappa
- 8 maggio: Dunkerque > Dunkerque – 185 km

| Pos. | Corridore      | Squadra     | Tempo    |
| ---- | -------------- | ----------- | -------- |
| 1    | Rudy Matthijs  | Hitachi     | 5h02'01" |
| 2    | Bruno Wojtinek | Renault-Elf | s.t.     |
| 3    | Jan Bogaert    | Verandalux  | s.t.     |

| Pos. | Corridore              | Squadra    | Tempo |
| ---- | ---------------------- | ---------- | ----- |
| 1    | Jean-Luc Vandenbroucke | La Redoute |       |

### 2ª tappa
- 9 maggio: Dunkerque > Denain – 201,4 km

| Pos. | Corridore      | Squadra     | Tempo    |
| ---- | -------------- | ----------- | -------- |
| 1    | Rudy Rogiers   | Hitachi     | 4h55'37" |
| 2    | Bruno Wojtinek | Renault-Elf | a 2"     |
| 3    | Jan Bogaert    | Verandalux  | s.t.     |

| Pos. | Corridore              | Squadra    | Tempo |
| ---- | ---------------------- | ---------- | ----- |
| 1    | Jean-Luc Vandenbroucke | La Redoute |       |

### 3ª tappa
- 10 maggio: Denain > San Quintino – 194 km

| Pos. | Corridore     | Squadra    | Tempo    |
| ---- | ------------- | ---------- | -------- |
| 1    | Rudy Matthijs | Hitachi    | 4h55'26" |
| 2    | Jan Bogaert   | Verandalux | s.t.     |
| 3    | Ralf Hofeditz | Skil       | s.t.     |

| Pos. | Corridore              | Squadra    | Tempo |
| ---- | ---------------------- | ---------- | ----- |
| 1    | Jean-Luc Vandenbroucke | La Redoute |       |

### 4ª tappa
- 11 maggio: San Quintino > Armentières – 187,4 km

| Pos. | Corridore           | Squadra     | Tempo    |
| ---- | ------------------- | ----------- | -------- |
| 1    | Marco van der Hulst | Skala-Skil  | 4h41'23" |
| 2    | Rudy Matthijs       | Hitachi     | s.t.     |
| 3    | Bruno Wojtinek      | Renault-Elf | s.t.     |

| Pos. | Corridore              | Squadra    | Tempo |
| ---- | ---------------------- | ---------- | ----- |
| 1    | Jean-Luc Vandenbroucke | La Redoute |       |

### 5ª tappa
- 12 maggio: Armentières > Dunkerque – 209 km

| Pos. | Corridore           | Squadra       | Tempo    |
| ---- | ------------------- | ------------- | -------- |
| 1    | Philippe Leleu      | La Vie Claire | 5h02'29" |
| 2    | Kim Andersen        | La Vie Claire | a 1'09"  |
| 3    | Jean-Francois Rault | La Vie Claire | s.t.     |

| Pos. | Corridore              | Squadra     | Tempo     |
| ---- | ---------------------- | ----------- | --------- |
| 1    | Jean-Luc Vandenbroucke | La Redoute  | 24h47'04" |
| 2    | Bruno Wojtinek         | Renault-Elf | a 13"     |
| 3    | Rudy Matthijs          | Hitachi     | s.t.      |

## Classifiche finali

### Classifica generale
| Pos. | Corridore              | Squadra                    | Tempo     |
| ---- | ---------------------- | -------------------------- | --------- |
| 1    | Jean-Luc Vandenbroucke | La Redoute                 | 24h47'04" |
| 2    | Bruno Wojtinek         | Renault-Elf                | a 13"     |
| 3    | Rudy Matthijs          | Hitachi-Splendor-Sunair    | s.t.      |
| 4    | Jan Bogaert            | Verandalux-Dries           | a 18"     |
| 5    | Kim Andersen           | La Vie Claire Wonder-Radar | a 30"     |
| 6    | Marco van der Hulst    | Skala-Skil                 | a 31"     |
| 7    | Gery Verlinden         | Verandalux-Dries           | s.t.      |
| 8    | Jan van Houwelingen    | Verandalux-Dries           | a 43"     |
| 9    | Rudy Rogiers           | Hitachi-Splendor-Sunair    | a 50"     |
| 10   | Rudy Dhaenens          | Hitachi-Splendor-Sunair    | a 58"     |